# Los Serrano
A Los Serrano (magyarul Serranóék, Serrano családja) egy (Magyarországon még nem vetített) spanyol szituációs komédia. Az első részt 2003. április 22-én adta a spanyol Telecinco csatorna. A sorozat a Serrano család mindennapjait mutatja be a nézőknek, akik a Round Santa Justa 133. alatt laknak, a képzeletbeli Santa Justa negyed szomszédságában Madridban. A történet szerint az egyik főszereplő, Diego Serrano, özvegyember és három gyerek apja, elveszi első szerelmét, Lucia Gómezt, aki két lányt visz ebbe a házasságba. A Gómez család beköltözik Serranóékhoz, és így követhetik a nézők végig a Serrano-Gómez család és barátaik mindennapjait, a gyerekek iskolájában, a család által üzemeltetett kiskocsmában (tavernában). A sorozat sikere Spanyolországban és több európai országban elősegítette Fran Perea színész és énekes sikereit is, aki a sorozat főcímdalát énekelte, valamint aki játszott is a sorozatban.

## ALos Serranosikere a világon
A sorozatot Spanyolországon kívül Uruguayban, Finnországban, Franciaországban, Chilében, Mexikóban, Malájziában és Szerbiában sugározták. A közeljövőben tervezik Oroszországban való bemutatását is.
A sorozat licence alapján több különböző sorozat készült egyes országokban. Olaszországban az I Cesaroni, Portugáliában az Os Serranos, Csehországban a Horákovi, Törökországban az İlk Aşkım, valamint az amerikai NBC is tervez egy sorozatot a licenc alapján.

## Szereplők

### A Serrano család
- Diego Serrano - (Antonio Resines) - az apa - (146 epizód, 2003-2008)
- Celia Montenegro - (Jaydy Michel) - Diego batátnője - (2007-2008)
- Marcos Serrano - (Fran Perea) - Diego fia - (68 epizód, 2003-2006)
- Guille Serrano - (Víctor Elías) - Diego fia - (127 epizód, 2003-2008)
- Curro Serrano - (Jorge Jurado) - Diego fia - (146 epizód2003-2008)
- Santiago "Santi" Serrano - Diego bátyja - (Jesús Bonilla) (146 epizód, 2003-2008)
- Lourdes "Lourditas" Serrano - (Goizalde Núñez) - (119 epizód, 2003-2008)
- Santiaguin Serrano - Santi és Lourdes fia - (2007-2008)

### A Capdevila család
- Lucía Gómez - (Belén Rueda) - Diego második felesége - (104 epizód, 2003-2007)
- Eva Capdevila - (Verónica Sánchez) - Lucía lánya, Marcos szerelme - (70 epizód, 2003-2005, 2006)
- Teté Capdevila - (Natalia Sánchez) - Lucía lánya (127 epizód, 2003-2008)
- Carmen Casado - (Julia Gutiérrez Caba) - Lucía anyja (146 epizód, 2003-2008)

### A Martínez család
- Fructuoso "Fiti" Martínez - (Antonio Molero) - Diego és santi legjobb barátja - (146 epizód, 2003-2008)
- Raúl Martínez - (Alejo Sauras) - Fiti és Candela fia, Marcos barátja - (138 epizód, 2003-2008)
- Asunción "Choni" Martínez - (Pepa Aniorte) - Fiti nővére - (2005-2008)
- José luis Salgado - (Javier Gutiérrez) - Lourditas bátyja, Choni férje - (2006-2008)
- África Sanz - (Alexandra Jiménez) - se vele se nélküle kapcsolatban Raúllal, Eva barátnője - (120 epizód, 2004-2008)

### A Blanco család
- Candela Blanco - (Nuria Gonzáles) - Fiti exneje, Lucía kollégája - (87 epizód, 2003-2006)
- Ana Blanco - (Natalia Verbeke) - Candela huga - (2007-2008)

## A sorozat részei

### Első évad
| Szám | Cím                               | Nézőszám  | Százalék |
| ---- | --------------------------------- | --------- | -------- |
| 1    | Ya s'han casao                    | 4.286.000 | 26,1%    |
| 2    | Un padre perfecto                 | 4.519.000 | 27,2%    |
| 3    | Siempre nos quedará París         | 4.640.000 | 26,0%    |
| 4    | El Atlético de Santa Justa F.C.   | 4.368.000 | 26,4%    |
| 5    | Me gusta cuando callas            | 5.089.000 | 31,2%    |
| 6    | Cien maneras de cocinar la trucha | 5.154.000 | 31,7%    |
| 7    | No me llames iluso                | 5.364.000 | 32,8%    |
| 8    | La noche del loro                 | 4.937.000 | 31,0%    |
| 9    | Superdotado                       | 5.475.000 | 35,5%    |
| 10   | El Rey y yo                       | 4.872.000 | 34,9%    |
| 11   | Una noche en Mogambo              | 4.797.000 | 33,6%    |
| 12   | Benny, Tonny y Marky              | 4.459.000 | 34,0%    |
| 13   | La guerra de los Martínez         | 4.889.000 | 36,0%    |

### Második évad
| Szám | Cím                          | Nézőszám  | Százalék |
| ---- | ---------------------------- | --------- | -------- |
| 14   | Bienvenido, tío Francisco    | 6.370.000 | 36,0%    |
| 15   | Enhorabuena por el programa  | 6.270.000 | 35,4%    |
| 16   | El quinto sentido            | 6.139.000 | 36,8%    |
| 17   | Trigo limpio                 | 6.901.000 | 40,5%    |
| 18   | Santiago vuelve a la escuela | 6.809.000 | 39,5%    |
| 19   | Donde hay jamón hay ilusión  | 6.341.000 | 35,5%    |
| 20   | Sodoma y Gomera              | 7.243.000 | 39,3%    |
| 21   | La mirada del tigre          | 7.634.000 | 41,9%    |
| 22   | Eva al desnudo               | 7.237.000 | 39,1%    |
| 23   | El rey de espadas            | 7.345.000 | 39,7%    |
| 24   | Casado y monógamo            | 6.992.000 | 38,9%    |
| 25   | Solo puede quedar uno        | 7.145.000 | 40,0%    |
| 26   | Natalie                      | 7.649.000 | 42,1%    |

### Harmadik évad
| Szám | Cím                                | Nézőszám  | Százalék |
| ---- | ---------------------------------- | --------- | -------- |
| 27   | El carnaval veneciano              | 7.603.000 | 42,1%    |
| 28   | Los toros de Santa Justa           | 7.630.000 | 41,9%    |
| 29   | Ser o no ser… taladrador           | 6.637.000 | 36,4%    |
| 30   | Yo confieso                        | 7.291.000 | 42,7%    |
| 31   | El otro lado de la acera           | 8.175.000 | 44,5%    |
| 32   | Los puentes de Burundi             | 8.191.000 | 43,3%    |
| 33   | La Jamoneta                        | 5.824.000 | 31,8%    |
| 34   | El uso del matrimonio              | 6.955.000 | 37,1%    |
| 35   | Corazón partío                     | 7.522.000 | 38,2%    |
| 36   | Recuerdos de Segovia               | 6.251.000 | 32,1%    |
| 37   | El ciruelo                         | 6.365.000 | 32,7%    |
| 38   | La vuelta al cole                  | 6.443.000 | 35,4%    |
| 39   | Nunca subestimes el poder de un ñu | 6.619.000 | 36,1%    |
| 40   | Un año selvático                   | 6.268.000 | 36,1%    |
| 41   | La bicha                           | 6.350.000 | 36,6%    |
| 42   | Spanish mazapan                    | 6.364.000 | 36,6%    |
| 43   | Descubriendo a Marta               | 4.940.000 | 35,1%    |
| 44   | Don Quijote de Santa Justa         | 5.965.000 | 38,0%    |
| 45   | El fluido básico                   | 6.713.000 | 42,6%    |

### Negyedik évad
| Szám | Cím                                    | Nézőszám  | Százalék |
| ---- | -------------------------------------- | --------- | -------- |
| 46   | Santiago Gigoló                        | 6.416.000 | 32,8%    |
| 47   | Ni media ni guarra                     | 5.594.000 | 29,1%    |
| 48   | El Conde du Mamarrach                  | 5.772.000 | 29,0%    |
| 49   | Desde Londres con amor                 | 5.738.000 | 28,8%    |
| 50   | Ante la duda…                          | 5.498.000 | 27,0%    |
| 51   | La donante de órganos                  | 5.903.000 | 29,7%    |
| 52   | El lecho mancillado                    | 5.910.000 | 29,9%    |
| 53   | La culpa es yo                         | 5.893.000 | 30,8%    |
| 54   | Apechugueision                         | 4.979.000 | 25,6%    |
| 55   | En ocasiones veo Fitis                 | 5.758.000 | 30,7%    |
| 56   | Lobestoris                             | 6.098.000 | 38,2%    |
| 57   | Hay una rosquilla para ti              | 7.306.000 | 40,9%    |
| 58   | No apto para cardíacos                 | 6.029.000 | 31,6%    |
| 59   | Yo azuzo                               | 5.457.000 | 28,7%    |
| 60   | Antes muerta que chinchilla            | 5.683.000 | 29,6%    |
| 61   | El hombre que susurraba a las frutitas | 6.152.000 | 34,0%    |
| 62   | Yo reconozco                           | 6.823.000 | 37,4%    |
| 63   | ¿Quién me pone la pierna encima?       | 5.725.000 | 30,7%    |
| 64   | Million Dollar Grogui                  | 5.931.000 | 32,2%    |
| 65   | Una proposición indecente              | 4.888.000 | 25,6%    |
| 66   | Usufructus                             | 5.629.000 | 30,8%    |
| 67   | El reverso tenebroso                   | 4.742.000 | 25,8%    |
| 68   | De Santa Justa a Bilbao                | 5.334.000 | 30,3%    |
| 69   | Yo de Alcarria y tú de California      | 4.742.000 | 27,9%    |
| 70   | Mainfroinlain                          | 4.578.000 | 28,2%    |
| 71   | Gato negro, casorio blanco             | 5.270.000 | 36,7%    |

### Ötödik évad
| Szám | Cím                                   | Nézőszám  | Százalék |
| ---- | ------------------------------------- | --------- | -------- |
| 72   | ¿Quién puede matar a un cerdo?        | 5.692.000 | 30,6%    |
| 73   | La maldición de las Capdevila         | 5.351.000 | 29,3%    |
| 74   | El blues del matrimonio               | 5.570.000 | 30,5%    |
| 75   | La pertinaz sequía                    | 4.909.000 | 25,6%    |
| 76   | Gibraltar español                     | 4.913.000 | 26,3%    |
| 77   | Cuando padre sonríe                   | 4.903.000 | 25,2%    |
| 78   | El reparto de Africa                  | 4.380.000 | 22,6%    |
| 79   | El armario empotrado                  | 4.610.000 | 25,2%    |
| 80   | La alegría de la huerta               | 4.638.000 | 24,7%    |
| 81   | Como una ola                          | 4.127.000 | 22,0%    |
| 82   | Las de Caín                           | 5.011.000 | 27,2%    |
| 83   | Ay, Candela                           | 5.056.000 | 28,0%    |
| 84   | El toro por los cuernos               | 5.235.000 | 30,6%    |
| 85   | Soy nenuco                            | 5.477.000 | 31,5%    |
| 86   | Qué mal está Occidente                | 5.252.000 | 30,5%    |
| 87   | ¿Tú te crees que la policía es tonta? | 4.821.000 | 27,7%    |
| 88   | Un pez llamado Fructu                 | 3.937.000 | 24,0%    |
| 89   | La culpa fue del centollo             | 4.027.000 | 23,9%    |
| 90   | El primer Serrano universitario       | 3.846.000 | 22,6%    |
| 91   | Tracatrá, suspensos y cintas de vídeo | 4.176.000 | 24,1%    |
| 92   | ¿Tú te afeitas, Guille?               | 3.866.000 | 22,6%    |
| 93   | Pero, ¿quién mató a padre?            | 4.205.000 | 25,9%    |
| 94   | La llamada de la selva                | 3.902.000 | 24,7%    |
| 95   | El síntoma de Estocolmo               | 3.821.000 | 24,5%    |
| 96   | ¡Será por dinero!                     | 3.424.000 | 24,2%    |
| 97   | La jauría del hortelano               | 3.729.000 | 25,1%    |

### Hatodik évad
| Szám | Cím                                 | Nézőszám  | Százalék |
| ---- | ----------------------------------- | --------- | -------- |
| 98   | La pasión según Fructuoso           | 5.149.000 | 27,2%    |
| 99   | Aquí huele a perro                  | 4.739.000 | 24,4%    |
| 100  | Los puentes de la Alcarria          | 4.695.000 | 24,9%    |
| 101  | El talonario de Aquiles             | 4.452.000 | 22,5%    |
| 102  | Il bambino della strada             | 4.704.000 | 24,3%    |
| 103  | Amar es transigir                   | 4.178.000 | 21,3%    |
| 104  | Los tres cerditos                   | 4.035.000 | 21,2%    |
| 105  | Paseando a Miss Emilia              | 3.926.000 | 21,9%    |
| 106  | El declive del Imperio Serrano      | 4.155.000 | 24,1%    |
| 107  | Las fases del amor                  | 5.183.000 | 28,6%    |
| 108  | El rastrillo zen                    | 5.103.000 | 28,6%    |
| 109  | El jamon maltés                     | 4.422.000 | 24,7%    |
| 110  | El padrivo IV                       | 3.990.000 | 21,8%    |
| 111  | Donde dijo digo, digo Diego         | 3.946.000 | 23,3%    |
| 112  | Soy Koala                           | 4.172.000 | 23,2%    |
| 113  | Ese olor tan característico         | 4.638.000 | 26,0%    |
| 114  | Charol de leopardo                  | 3.985.000 | 24,7%    |
| 115  | Breve historia de la filosofía      | 3.264.000 | 18,9%    |
| 116  | Algo pasa con Celia                 | 4.065.000 | 22,4%    |
| 117  | Un año de soledad                   | 4.110.000 | 23,7%    |
| 118  | La sombra de Candelaria es alargada | 4.143.000 | 23,8%    |
| 119  | La penitencia va por detras         | 4.210.000 | 24,0%    |
| 120  | La mano amiga                       | 3.982.000 | 22,8%    |
| 121  | Siempre positivo, nunca negativo    | 3.781.000 | 22,1%    |
| 122  | La parabola del hijo profugo        | 4.163.000 | 24,4%    |
| 123  | Dos mujeres y un Serrano            | 3.917.000 | 23,5%    |
| 124  | Última llamada para Diego Serrano   | 4.116.000 | 26,3%    |

### Hetedik évad
| Szám | Cím                                     | Nézőszám  | Százalék |
| ---- | --------------------------------------- | --------- | -------- |
| 125  | No sin mi hijo                          | 4.027.000 | 23,0%    |
| 126  | La intimidad es una puerta cerrada      | 4.580.000 | 26,9%    |
| 127  | Sorpresa, sorpresa                      | 3.687.000 | 20,4%    |
| 128  | Mientras hay resquemor hay esperanza    | 3.200.000 | 16,3%    |
| 129  | Cuando el amor llega así de esta manera | 3.389.000 | 18,7%    |
| 130  | Intima fémina                           | 3.142.000 | 17,5%    |
| 131  | Mayormente, lo que sube, baja           | 3.381.000 | 18,6%    |
| 132  | Encontronazos y desencuentros           | 3.108.000 | 17,8%    |
| 133  | El camino recto de Santa Justa          | 3.443.000 | 19,7%    |
| 134  | ¡Pero por qué no te callas!             | 3.231.000 | 17,7%    |
| 135  | Matar a un ruiseñor                     | 3.713.000 | 20,0%    |
| 136  | Papá cumple 50 años                     | 3.145.000 | 21,7%    |
| 137  | La procesión va por dentro              | 3.096.000 | 18,0%    |
| 138  | El síndrome Sarkozy                     | 2.895.000 | 18,3%    |
| 139  | Al evitamiento por el alejamiento       | 3.069.000 | 18,0%    |
| 140  | Los padres de ella                      | 3.308.000 | 18,9%    |

## Érdekesség
- A sorozat későbbi részeiben játszik Elsa Pataky, aki anyai ágon magyar származású. A sorozatban Lucía és Candela kolleganőjét alakítja.
- A sorozat több szereplője Real Madrid rajongó, több részben is látható, hogy meccsre mennek, vagy Real Madrid-sállal a TV előtt szurkolnak, sőt, Raúlt a Real Madrid ificsapatának edzője is kiszemelte megának.